# Дан Аде Лавлејс
Дан Аде Лавлејс (енгл. Ada Lovelace Day) је годишњи догађај који се одржава другог уторка у октобру да прослави и подигне свест о доприносу жена СТЕМ областима. Име је добио по математичарки и пионирки информатике Ади Лавлејс. Почео је 2009. као „дан блоговања“ и од тада је постао мултинационални догађај са конференцијама.  

## Историја
Дан је основао у Уједињеном Краљевству 2009. године Сув Чарман-Андерсон другог уторка у октобру као средство за подизање свести о доприносу жена науци, технологији, инжењерству и математици (СТЕМ).   
Чарман-Андерсон је 2022. године најавила да ће ово бити последња година у којој ће организација коју је основала, Finding Ada, организовати годишњи догађај за Дан Аде Лавлејс у Енглеској.
Од свог оснивања, Дан Аде Лавлејс је постао међународан,  са догађајима које организују групе у распону од музеја,  професионалних друштава, универзитета, колеџа и средњих школа. Дан се обележава сваког другог уторка у октобру, догађаји који славе жене у науци типично обухватају период октобра и новембра и укључују различите активности у распону од личних и виртуелних уређивачких маратона на Википедији  до панел дискусија и пројекција филмова.
Иако је ова прослава често занемареног доприноса жена у СТЕМ-у названа по Ади Лавлејс,  активности су се прошириле од 2009. како би истакле различите доприносе жена СТЕМ-у током времена и различитих земаља. Догађаји су представљали политичке иницијативе и стипендије које се односе на једнакост, разноликост и инклузију које пружају просторе и платформе за дијалог и дискусију о томе како несвесна пристрасност функционише у стварању препрека за учешће жена и напредак у професионалним областима СТЕМ-а. 